# Grady Diangana
Grady Diangana (Kinshasa, 19 aprile 1998) è un calciatore congolese (Repubblica Democratica del Congo) con cittadinanza inglese, centrocampista del West Bromwich e della nazionale congolese.

## Biografia
Nato nella Repubblica Democratica del Congo, si è trasferito a Londra con la famiglia a quattro anni.

## Caratteristiche tecniche
Trequartista molto rapido dotato di buona tecnica di base, può essere impiegato anche come ala destra. Dichiara di ispirarsi a Ronaldinho.

## Carriera

### Club
Diangana entra a far parte del settore giovanile del West Ham Utd nel 2010, all'età di 12 anni. Il 14 maggio 2016 firma il suo primo contratto da professionista con gli Hammers, mentre nel giugno 2018 rinnova fino al 2020.
Esordisce fra i professionisti il 26 settembre 2018 nell'incontro di EFL Cup vinto 8-0 contro il Macclesfield Town. Nell'occasione parte titolare e segna una doppietta.
Tre giorni più tardi debutta in Premier League rilevando Felipe Anderson nei minuti finali dell'incontro vinto 3-1 contro il Manchester Utd.
L'8 agosto 2019 passa in prestito al West Bromwich.
Il 4 settembre 2020, a seguito della promozione del club in Premier League, viene riscattato dal West Bromwich.

### Nazionale
Dopo aver giocato nelle nazionali giovanili inglesi Under-20 ed Under-21 ha scelto di rappresentare la Repubblica Democratica del Congo, con la cui nazionale maggiore ha esordito nel 2023.

## Statistiche

### Presenze e reti nei club
Statistiche aggiornate al 10 novembre 2024.
| Stagione             | Squadra              | Campionato           | Campionato | Campionato | Coppe nazionali | Coppe nazionali | Coppe nazionali | Coppe continentali | Coppe continentali | Coppe continentali | Altre coppe | Altre coppe | Altre coppe | Totale | Totale | Totale |
| Stagione             | Squadra              | Comp                 | Pres       | Reti       | Comp            | Pres            | Reti            | Comp               | Pres               | Reti               | Comp        | Pres        | Reti        | Pres   | Reti   |        |
| -------------------- | -------------------- | -------------------- | ---------- | ---------- | --------------- | --------------- | --------------- | ------------------ | ------------------ | ------------------ | ----------- | ----------- | ----------- | ------ | ------ | ------ |
| 2018-2019            | West Ham             | PL                   | 17         | 0          | FACup+CdL       | 2+2             | 0+2             | -                  | -                  | -                  | -           | -           | -           | 21     | 2      |        |
| 2019-2020            | West Bromwich        | FLC                  | 30         | 8          | FACup+CdL       | 0+1             | 0+0             | -                  | -                  | -                  | -           | -           | -           | 31     | 8      |        |
| 2020-2021            | West Bromwich        | PL                   | 20         | 1          | FACup+CdL       | 0+1             | 0+0             | -                  | -                  | -                  | -           | -           | -           | 21     | 1      |        |
| 2021-2022            | West Bromwich        | FLC                  | 41         | 2          | FACup+CdL       | 1+0             | 0+0             | -                  | -                  | -                  | -           | -           | -           | 42     | 2      |        |
| 2022-2023            | West Bromwich        | FLC                  | 31         | 4          | FACup+CdL       | 3+1             | 0+0             | -                  | -                  | -                  | -           | -           | -           | 35     | 4      |        |
| 2023-2024            | West Bromwich        | FLC                  | 36+2       | 7          | FACup+CdL       | 0+0             | 0+0             | -                  | -                  | -                  | -           | -           | -           | 38     | 7      |        |
| 2024-2025            | West Bromwich        | FLC                  | 12         | 0          | FACup+CdL       | -               | -               | -                  | -                  | -                  | -           | -           | -           | 12     | 0      |        |
| Totale West Bromwich | Totale West Bromwich | Totale West Bromwich | 170+2      | 22         |                 | 7               | 0               |                    | -                  | -                  |             | -           | -           | 179    | 22     |        |
| Totale carriera      | Totale carriera      | Totale carriera      | 187+2      | 22         |                 | 11              | 2               |                    | -                  | -                  |             | -           | -           | 200    | 24     |        |

### Cronologia presenze e reti in nazionale
| Cronologia completa delle presenze e delle reti in nazionale ― RD del Congo | Cronologia completa delle presenze e delle reti in nazionale ― RD del Congo | Cronologia completa delle presenze e delle reti in nazionale ― RD del Congo | Cronologia completa delle presenze e delle reti in nazionale ― RD del Congo | Cronologia completa delle presenze e delle reti in nazionale ― RD del Congo | Cronologia completa delle presenze e delle reti in nazionale ― RD del Congo | Cronologia completa delle presenze e delle reti in nazionale ― RD del Congo | Cronologia completa delle presenze e delle reti in nazionale ― RD del Congo |
| Data                                                                        | Città                                                                       | In casa                                                                     | Risultato                                                                   | Ospiti                                                                      | Competizione                                                                | Reti                                                                        | Note                                                                        |
| --------------------------------------------------------------------------- | --------------------------------------------------------------------------- | --------------------------------------------------------------------------- | --------------------------------------------------------------------------- | --------------------------------------------------------------------------- | --------------------------------------------------------------------------- | --------------------------------------------------------------------------- | --------------------------------------------------------------------------- |
| 13-10-2023                                                                  | Murcia                                                                      | Nuova Zelanda                                                               | 1 – 1                                                                       | RD del Congo                                                                | Amichevole                                                                  | -                                                                           | 46’                                                                         |
| 19-11-2023                                                                  | Bengasi                                                                     | Sudan                                                                       | 1 – 0                                                                       | RD del Congo                                                                | Qual. Mondiali 2026                                                         | -                                                                           | 46’                                                                         |
| 6-1-2024                                                                    | Dubai                                                                       | RD del Congo                                                                | 0 – 0                                                                       | Angola                                                                      | Amichevole                                                                  | -                                                                           | 60’                                                                         |
| 10-1-2024                                                                   | Abu Dhabi                                                                   | RD del Congo                                                                | 1 – 2                                                                       | Burkina Faso                                                                | Amichevole                                                                  | -                                                                           | 77’                                                                         |
| 28-1-2024                                                                   | San-Pedro                                                                   | Egitto                                                                      | 1 – 1 dts (7 – 8 dtr)                                                       | RD del Congo                                                                | Coppa d'Africa 2023 - Ottavi di finale                                      | -                                                                           | 77’                                                                         |
| 10-2-2024                                                                   | Abidjan                                                                     | Sudafrica                                                                   | 0 – 0 (6 – 5 dtr)                                                           | RD del Congo                                                                | Coppa d'Africa 2023 - Finale 3º posto                                       | -                                                                           | 68’                                                                         |
| 21-3-2025                                                                   | Kinshasa                                                                    | RD del Congo                                                                | 1 – 0                                                                       | Sudan del Sud                                                               | Qual. Mondiali 2026                                                         | -                                                                           | 61’                                                                         |
| 25-3-2025                                                                   | Nouakchott                                                                  | Mauritania                                                                  | 0 – 2                                                                       | RD del Congo                                                                | Qual. Mondiali 2026                                                         | -                                                                           | 76’                                                                         |
| Totale                                                                      |                                                                             | Presenze                                                                    | 8                                                                           |                                                                             | Reti                                                                        | 0                                                                           |                                                                             |